# OdSiebie.com
OdSiebie.com – nieistniejący już polski serwis internetowy oferujący hosting plików, wzorowany na popularnym serwisie RapidShare. OdSiebie.com został stworzony i administrowany przez firmę JC SYSTEM z Wrocławia. Wersja beta serwisu została uruchomiona w czerwcu 2008 roku. W okresie szczytowej popularności miał ponad 2 miliony użytkowników i należał do pierwszej dziesiątki serwisów najczęściej odwiedzanych przez użytkowników przeglądarki Opera Mini w Polsce.
OdSiebie.com został zamknięty 30 października 2009 po interwencji policji. Przy tej okazji organizacje zarządzające prawami autorskimi FOTA i ZPAV wraz z policją i prokuraturą we Wrocławiu zorganizowały konferencję prasową.
Za zamknięcie witryny Koalicja Antypiracka przyznała Komendzie Wojewódzkiej Policji we Wrocławiu Złotą Blachę – wyróżnienie za skuteczną walkę z piractwem komputerowym.
Właścicielom serwisu postawiono zarzuty pomocnictwa w nielegalnym utrwalaniu i rozpowszechnianiu filmów, nagrań i oprogramowania. W 2013 roku właściciele zostali uniewinnieni i oczyszczeni ze wszystkich zarzutów, zaś sąd wskazał niekompetencję organów ścigania oraz oskarżycieli posiłkowych w tej sprawie.